# HVA International (Handelsvereniging Amsterdam)

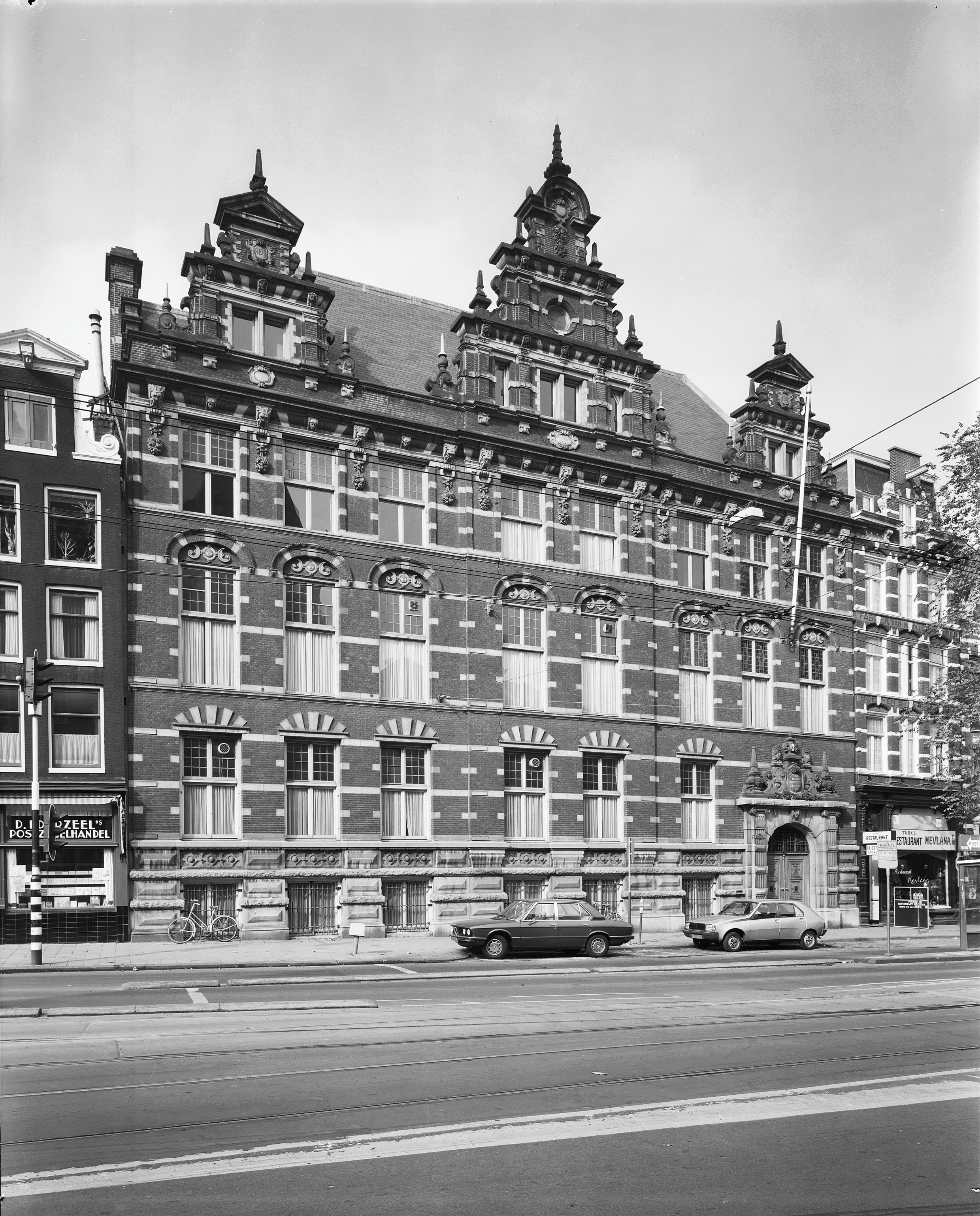
Hoofdkantoor Nieuwezijds Voorburgwal

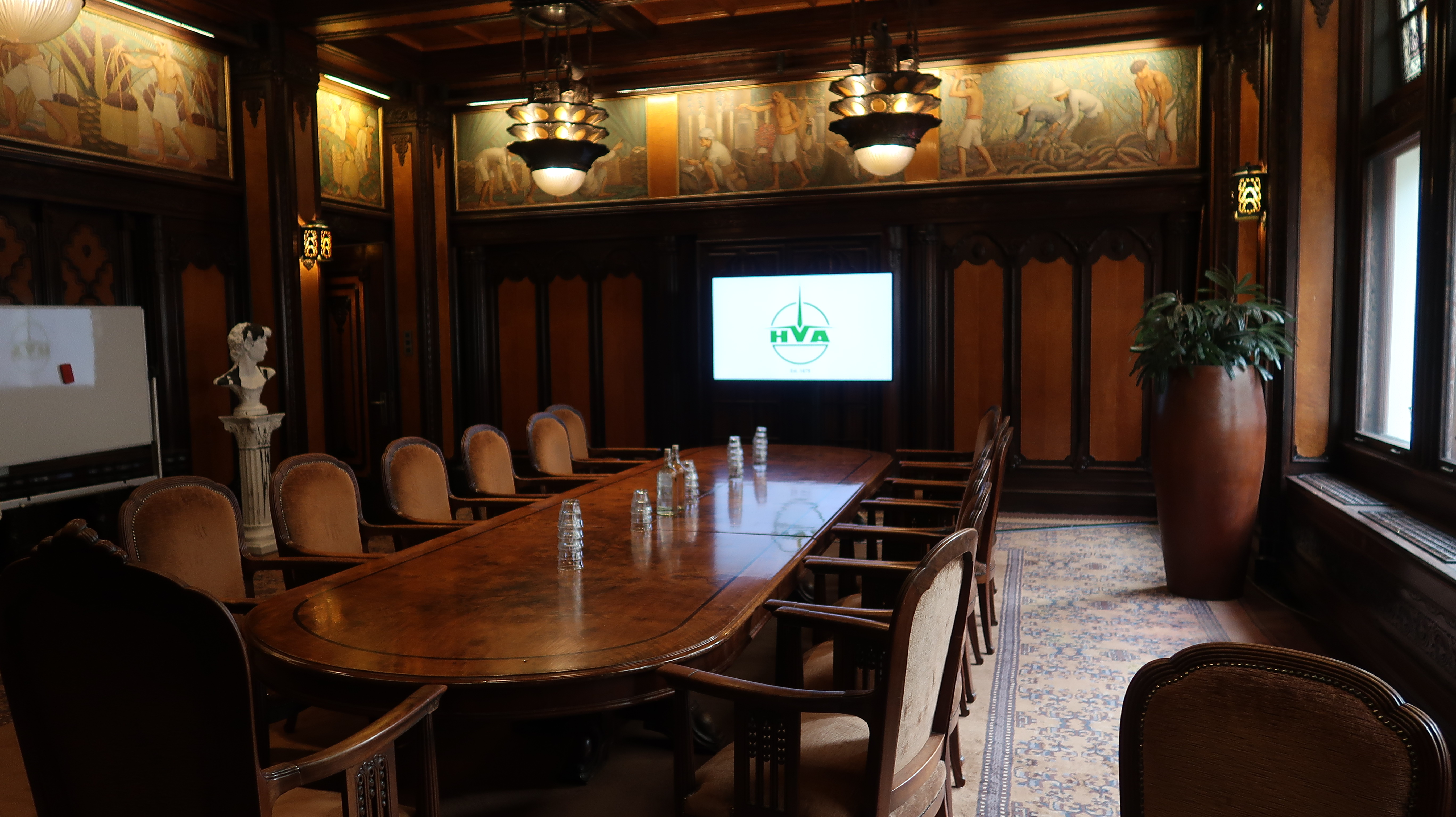
Directie vergaderzaal

HVA International (Handelsvereniging Amsterdam) is een bedrijf uit Amsterdam dat wereldwijd grootschalige projecten ontwikkelt op het gebied van landbouw (agro-industrie) en aquaculture.

## Geschiedenis
Handelsvereeniging Amsterdam (HVA) werd 23 december 1878 te Amsterdam opgericht op initiatief van een vijftal Amsterdamse koloniale handelaren. Aanvankelijk handelde de HVA in Nederlands-Oost-Indië in goederen ten behoeve van landbouwondernemingen en financierde men het verschepen van producten van die ondernemingen. Als cultuurbank en credietverlener kwam het bedrijf in de loop der tijd in het bezit van meerdere cultuurondernemingen. De HVA verlegde de koers in verband daarmee naar de exploitatie en het beheer hiervan. Dit kwam tot uitdrukking in een statutenwijziging in 1889: men richtte zich op de bewerking van woeste gronden en de teelt van suikerriet, koffie, cassave en sisal. In 1910 ging de HVA over tot afstoting van haar handelsbelangen. In 1928 was de HVA een van de grootste koloniale ondernemingen ter wereld met 63 bedrijven in Nederlands-Indië en ongeveer 200.000 arbeiders in dienst. Het had in Surayaba, Indonesië een kantoor dat in 1925 vervangen werd door het huidige PTPN XI Building, ontworpen door Eduard Cuypers.

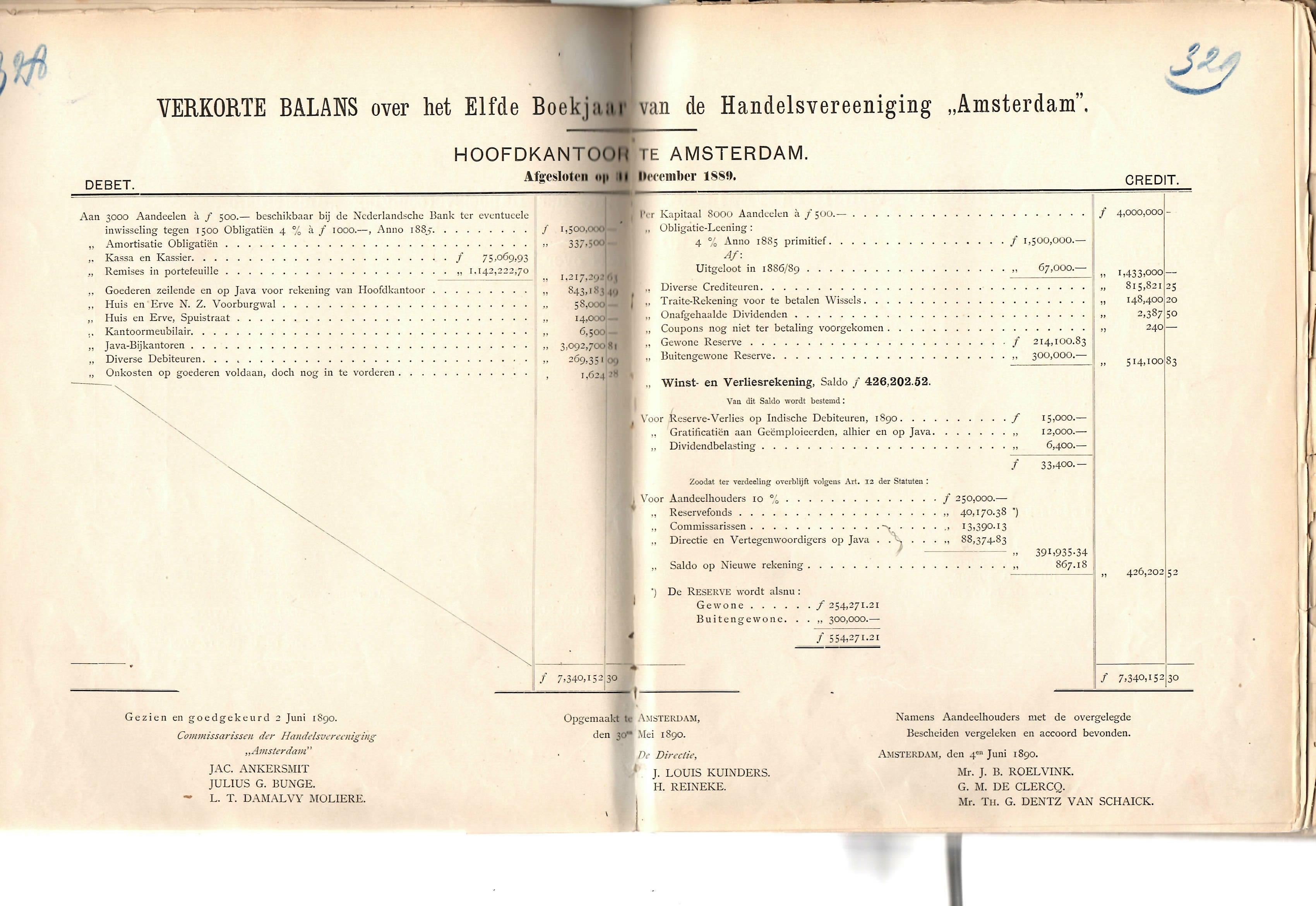
Balans over het jaar 1889

De HVA werd in 1888 gevestigd in een nieuw opgetrokken gebouw aan de Amsterdamse Nieuwezijds Voorburgwal 162-170. Het werd in de stijl van de neorenaissance ontworpen door Dolf van Gendt. Zijn zoon Adolf Daniël Nicolaas van Gendt tekende in 1927 voor de aan de gevel vermelde renovatie. De achtergevel aan de Spuistraat 111-123 is in 1909-1910 uitgevoerd in een Berlagiaanse rationalistische stijl door de gebroeders Van Gendt, waaronder Jan van Gendt. Het gebouw is aangewezen als rijksmonument.
Voor de economische crisis van de jaren dertig vermeldde het bedrijf een bedrag van fl 118.131.929,58 op de balans. Als gevolg van de wereldwijde economische malaise was dat in het jaar 1933 'slechts' fl. 85.669.483,36. 
De Japanse bezetting van Nederlands-Indië en de onafhankelijkheidsverklaring van de Republiek Indonesië luidde het begin van het einde in voor de onderneming in Indonesië. In de jaren na het tot stand komen van de onafhankelijkheid van dat land poogde het bedrijf in andere delen van de wereld activiteiten te starten. Dit resulteerde onder andere in het oprichten van suikerfabrieken en suikerietplantages in Latijns Amerika en Afrika, palmoliefabrieken in onder andere Ghana en Suriname en sapfabrieken in Sierra Leone. In het jaar 1951 werd een grote suikeronderneming opgericht in Ethiopië met een suikerietplantage eraan gekoppeld die opereerde onder de naam HVA Ethiopia. 

De Handelsvereniging Amsterdam werd in 1982 overgenomen door Bos & Kalis NV. Tien jaar later werden de aandelen door Boskalis verkocht aan internationale  investeerders. Het kwam tot de oprichting van in totaal 165 ondernemingen die opereerden onder de naam Verenigde HVA Maatschappijen (VHVAM). Deze bedrijven hadden ieder een eigen taak, bijvoorbeeld de constructie van koeienstallen of het opzetten van viskwekerijen.

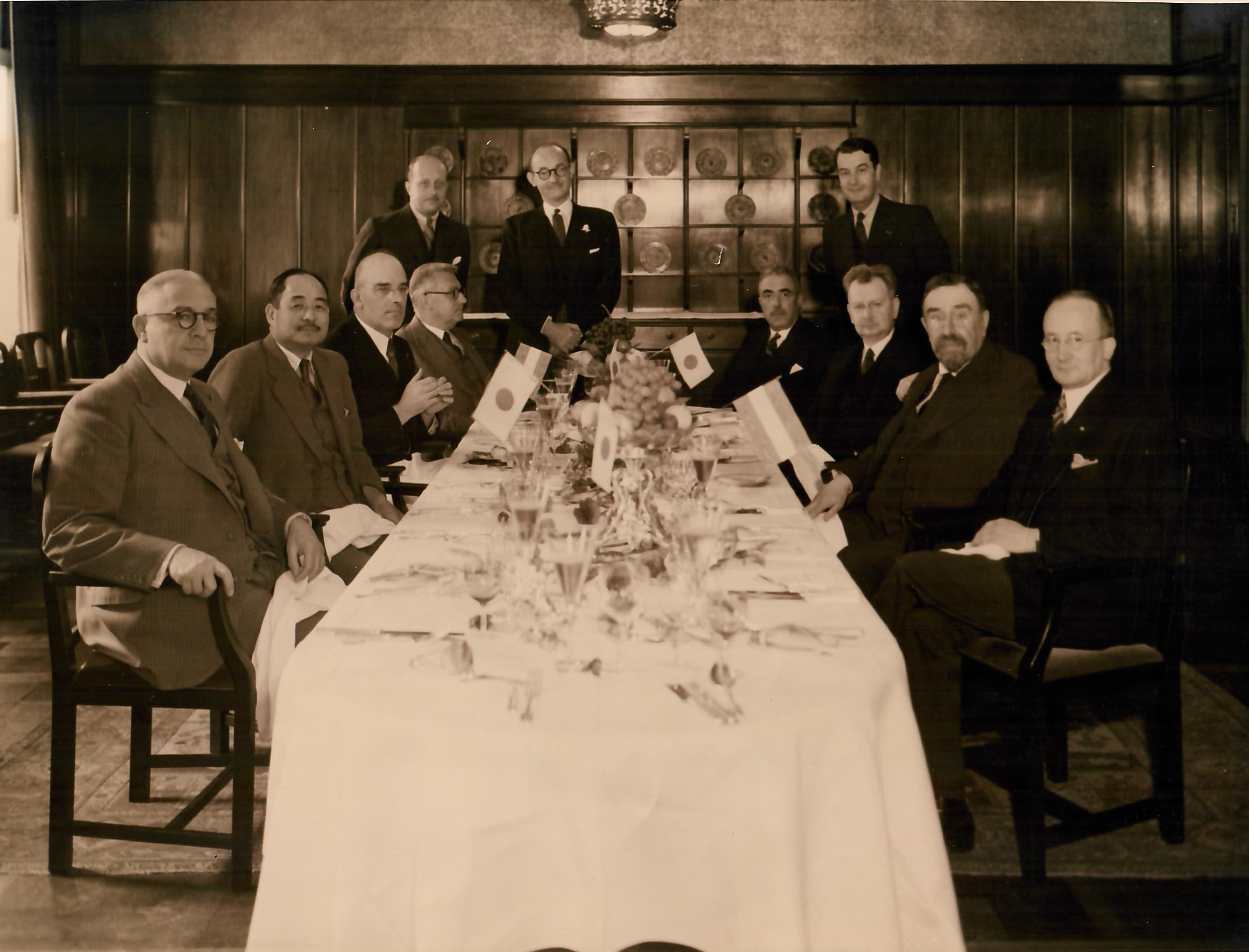
Lunch van HVA directeuren met de Japanse ambassadeur in 1937, na het uitbreken van de Tweede Sino-Japanese oorlog

De HVA is deels aan de Nieuwezijds Voorburgwal in Amsterdam gevestigd, terwijl de directie zich huist in het gebouw van het Koninklijk Instituut voor de Tropen (KIT), waarvan de HVA een van de stichters is. Verder is de HVA ook actief vanuit een modern kantoorpand in Amsterdam-Zuidoost. Vanuit deze locaties worden wereldwijd landbouwprojecten opgezet. Het bedrijf is het oudste operationele landbouwadvies- en projectontwikkelingsbureau ter wereld.